# Il vincitore è solo
Il vincitore è solo (O Vencedor está Só) è un romanzo del 2008 scritto da Paulo Coelho. Si tratta del tredicesimo romanzo di Coelho.

## Trama
Il romanzo narra liberamente della storia di diverse persone: Igor, un milionario russo, Hamid, un  magnate della moda mediorientale, l'attrice americana Gabriela, desiderosa di interpretare un ruolo di primo piano, l'ambizioso detective criminale Savoy, che spera di risolvere il caso della sua vita, e Jasmine, una donna sull'orlo di una carriera da modella di successo. Ambientato al Festival di Cannes, il romanzo narra il dramma epico e la tensione tra i personaggi in un periodo di 24 ore. Igor, un uomo di straordinaria intelligenza, si è ripromesso di distruggere mondi per riconquistare la sua amata moglie Ewa, che lo ha lasciato per uno stilista di successo, Hamid.

## Edizioni
Il libro è stato tradotto in 44 lingue : albanese, arabo, bulgaro, catalano, cinese, cinese, croato, ceco, danese, olandese, inglese, estone, finlandese, francese, georgiano, tedesco, greco, gujarati, ebreo, hindi, ungherese, islandese, indonesiano, italiano, coreano, lettone, lituano, malese, marathi, norvegese, persiano, polacco, romeno, russo, serbo, slovacco, sloveno, spagnolo, svedese, turco, ucraino e vietnamita.